# Bourreria nashii
Bourreria nashii là loài thực vật có hoa trong họ Mồ hôi. Loài này được Britton mô tả khoa học đầu tiên năm 1914.